# Ouled Sidi Mihoub
Ouled Sidi Mihoub (em árabe: أولاد سيدي ميهوب) é uma comuna localizada na província de Relizane, Argélia. De acordo com o censo de 2008, a população total da cidade era de 7 588 habitantes.